# Сімпліцій Сімпліцисімус

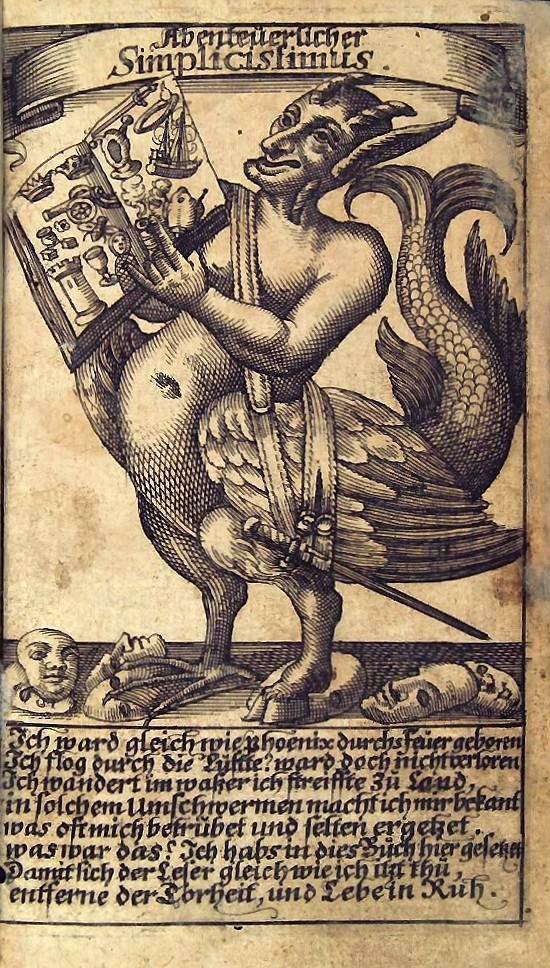
Фронтиспис книги Гріммельзгаузена «Сімпліцій Сімпліцисімус» 1669

Сімпліцій Сімпліцисімус (нім. Der abenteuerliche Simplicissimus Teutsch) — це крутійський роман стилю нижнього бароко, написаний 1668 року Гансом Якобом Крістофель фон Гріммельзхаузеном і, ймовірно, опублікований в тому ж році (хоча і з датою 1669 року). Натхненний подіями й жахами Тридцятилітньої війни, що спустошувала Німеччину з 1618 по 1648 рік, він вважається першим пригодницьким романом німецькою мовою і першим німецьким романом-шедевром. 

## Сюжет
У романі описано людину, що не знає свого походження. Перші чотири роки знайденої дитини пройшли у любові до природи і людей. Ніхто не знає хто ця дитина. Відбувається ілюзія спокою, бо йде війна, що скоро доходить і до селища, де живе хлопчик. Автор стає на сторону селян, над якими знущаються солдати.  Але він поєднує гумор і сум, бо вчинки оточуючих втрачають здоровий глузд.
Доля кидає сироту в ліс. Самітник, що живе там, бере на себе виховання хлопчика. Цей чоловік — колишній солдат, який втратив все на війні, тому вирішив усамітнитися, жити на лоні природи. Згодом виявляється, що сирота зветься Симпліцій — син солдата, який вижив у війні. Син знаходить свого батька, коли іде в найми. Батько визнає його та вирішує взятися за виховання Симпліція. Він хоче, щоб  його син  був ідеальним громадянином. Але ідеальний громадянин може бути таким тільки в ідеальному суспільстві.
Ставлення людей до Сімпліція негативне, з нього сміються, адже людина не може бути настільки люблячою і наївною. Він стає блазнем для війська. Симпліцій бачить у снах філософські ідеї. Автор проводить героя різними країнами, показує, що немає на світі щасливих людей. Усі або божеволіють, або  пристосовуються до суспільства та його вад.
Після війни Сімпліцій перепробував багато професій, але залишився з понівеченою душею.  Він не зміг побудувати сім'ю і залишився жити в самотності на безлюдному острові. Зрештою Симпліцій знаходить спокій і самим собою. Герой відмовляється прийняти світ та його закони.

## Українські переклади
Повного перекладу роману українською мовою досі не існує. Публікувалися лише уривки, перекладені Миколою Лукашем.
- Гріммельсгаузен Г.-Я. К. Пригоди Простака Простаковича (Уривки): Пер. з нім. // Україна. — 1988. — № 50. — С. 16-17.